# Puericultura

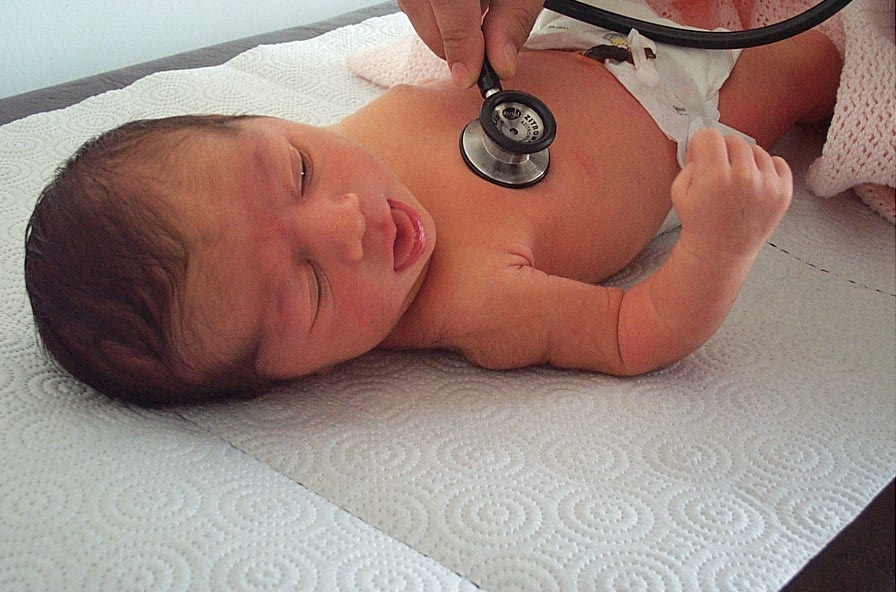
Exame do recém-nascido

Puericultura (do latim puer, pueris, criança) é a área da saúde que se dedica ao estudo dos cuidados com o ser humano em desenvolvimento, mais especificamente com o acompanhamento do desenvolvimento infantil.

## História
É tradicionalmente uma subespecialidade da pediatria, mas, se considerada lato senso, envolve também ações pré-natais e mesmo pré-concepcionais dedicadas à prevenção de enfermidades e anormalidades que se desenvolvem no feto e afetam a vida do futuro recém-nascido.
A puericultura, como subespecialidade da pediatria, preocupa-se com o acompanhamento integral do processo de desenvolvimento da criança. É de fundamental importância, uma vez que é por meio dela que o pediatra tem condições de detectar precocemente os mais diferentes distúrbios das áreas do crescimento estatural, da nutrição e do desenvolvimento neuropsicomotor. A detecção precoce dos distúrbios é essencial para seu tratamento, uma vez que, quanto mais cedo se iniciarem as medidas adequadas, menos sequelas haverá e melhor será o prognóstico do quadro clínico. Várias doenças graves que se apresentam com poucos sintomas preocupantes para os pais podem ser detectadas e tratadas pelo pediatra, antes que cheguem a causar prejuízos irreversíveis, tais como a anemia ferropriva, o raquitismo, as verminoses, as deficiências vitamínicas, os erros nutricionais e inúmeras outras doenças próprias da infância. O pediatra também supervisiona a administração da vacinação básica contra as doenças comuns da infância, como a poliomielite, a rotavirose, o tétano, a difteria, a coqueluche, as hepatites A e B, a varicela, entre outras. Além disso, pode prevenir uma série de problemas, fornecendo adequada supervisão higiênica, dietética, comportamental e nutricional. A supervisão do desenvolvimento neuro-linguístico-psico-motor e a orientação especializada para a adequada estimulação desse desenvolvimento, mais recentemente, tem tornado o trabalho dos puericultores de grande importância para o aproveitamento integral da potencialidade intelectual do bebê e do lactente, criando crianças, adolescentes e adultos mais preparadas para os desafios da vida moderna.
O termo “Puericultura” surgiu em 1762, criado pelo suíço Jacques Ballexserd. O termo foi reafirmado em 1865. Chegou ao Brasil, a partir da França, por Moncorvo Filho, que fundou, em 1899, o Instituto de Proteção e Assistência à Infância do Rio de Janeiro. Surgiu como uma atividade focada essencialmente na saúde pública, para mais tarde se firmar como uma complementação da pediatria personalizada dos consultórios.

## Trabalho multiprofissional
Devido às demandas insatisfeitas pelo modelo tradicional de prática pediátrica, vários especialistas concordam que deve ser feito um trabalho em equipe com outros profissionais na prestação de serviços preventivos, desde a simples utilização de auxiliares no ambulatório, passando pela divisão real de tarefas com nutricionistas, enfermeiros, psicólogos, fonoaudiólogos, fisioterapeutas e educadores, sobretudo especialistas em desenvolvimento, procurando mobilizar efetivamente toda a comunidade na promoção de saúde.
E, além do trabalho tradicional, atualmente também é recomendado atenção às chamadas "novas morbidades" como problemas familiares e sociais, problemas escolares e de comportamento, violência e maus-tratos, injúrias físicas, risco de suicídio, obesidade, influências da mídia, abuso de drogas, riscos da atividade sexual, etc.